# Loutaixiang (ort i Kina, Hubei Sheng, lat 32,33, long 110,29)
Loutaixiang (kinesiska: 楼台乡) är en ort i Kina. Den ligger i provinsen Hubei, i den centrala delen av landet, omkring 430 kilometer nordväst om provinshuvudstaden Wuhan. Antalet invånare är 24 249. Befolkningen består av 10 937 kvinnor och 13 312 män. Barn under 15 år utgör 14,0 %, vuxna 15-64 år 75 %, och äldre över 65 år 9,0 %.
Runt Loutaixiang är det ganska tätbefolkat, med 100 invånare per kvadratkilometer. Loutaixiang är det största samhället i trakten. I omgivningarna runt Loutaixiang växer i huvudsak blandskog.
Genomsnittlig årsnederbörd är 1 058 millimeter. Den regnigaste månaden är augusti, med i genomsnitt 177 mm nederbörd, och den torraste är december, med 7 mm nederbörd.